# Мвангата, Бенджамин
Бенджамин Мвангата (суахили Benjamin Mwangata; род. 11 марта 1966) — танзанийский боксёр, представитель наилегчайшей весовой категории. Выступал за сборную Танзании по боксу в 1987—1998 годах, серебряный призёр Всеафриканских игр, участник двух летних Олимпийских игр.

## Биография
Бенджамин Мвангата родился 11 марта 1966 года.
Первого серьёзного успеха на взрослом международном уровне добился в сезоне 1987 года, когда вошёл в основной состав танзанийской национальной сборной и побывал на Всеафриканских играх в Найроби, откуда привёз награду серебряного достоинства, выигранную в зачёте наилегчайшей весовой категории — в решающем финальном поединке его остановил эфиоп Гемелу Безабех.
Благодаря череде удачных выступлений удостоился права защищать честь страны на летних Олимпийских играх 1988 года в Сеуле — в категории до 51 кг благополучно прошёл первого соперника по турнирной сетке, тогда как во втором бою на стадии 1/8 финала со счётом 0:5 потерпел поражение от ганца Альфреда Котея.
После сеульской Олимпиады Мвангата остался в главной боксёрской команде Танзании и продолжил принимать участие в крупнейших международных турнирах. Так, в 1989 году он боксировал на международном турнире «Странджа» в Болгарии, где в четвертьфинале наилегчайшего веса уступил местному болгарскому боксёру Йордану Неделчеву.
В 1990 году выступил на Играх Содружества в Окленде, проиграв в четвертьфинале ирландцу Уэйну Маккаллоху.
Находясь в числе лидеров танзанийской национальной сборной, прошёл отбор на Олимпийские игры 1992 года в Барселоне — на сей раз сумел одолеть двоих оппонентов, был побеждён в четвертьфинале американцем Тимом Остином.
Последний раз боксировал на международной арене в сезоне 1998 года, выступив на Играх Содружества в Куала-Лумпуре.